# Бурангуловский сельсовет
Бурангуловский сельсовет — муниципальное образование в Абзелиловском районе Республики Башкортостан Российской Федерации. Согласно Закону о границах, статусе и административных центрах муниципальных образований в Республике Башкортостан имеет статус сельского поселения.

## Население
| 1968  | 2002  | 2009  | 2010  | 2012  | 2013  | 2014  |
| ----- | ----- | ----- | ----- | ----- | ----- | ----- |
| 1730  | ↘1472 | ↗1545 | ↗1566 | ↘1473 | ↘1399 | ↘1349 |
| 2015  | 2016  | 2017  |       |       |       |       |
| ↘1323 | ↘1286 | ↘1249 |       |       |       |       |

## Состав сельского поселения
| № | Населённый пункт | Тип населённого пункта       | Население |
| - | ---------------- | ---------------------------- | --------- |
| 1 | Бурангулово      | село, административный центр | ↘773      |
| 2 | Ишкильдино       | деревня                      | ↗234      |
| 3 | Майгашта         | хутор                        | ↘234      |
| 4 | Искаково         | деревня                      | ↘178      |
| 5 | Саиткулово       | деревня                      | ↗146      |
| 6 | Салават-совхоз   | хутор                        | ↘1        |